# Dekla
Dekla je bila delavka na kmetiji ali gospodinstvu v mestu pri premožnejših družinah.